# Vevey (district)
Het district Vevey (Frans: District de Vevey) is een voormalige bestuurlijke eenheid binnen het kanton Vaud. De hoofdplaats is Vevey. Het voormalige district is in de cirkels (Frans: Cercle) Montreux, La Tour-de-Peilz, Vevey en Corsier opgesplitst. In 2008 tijdens de districtelijke herindelingen is het district opgegaanin het district Riviera-Pays-d'Enhaut.
Het district heeft een oppervlakte van 97,22 km² en heeft 68.432 inwoners (eind 2003) en bestaat uit de volgende 10 gemeentes:
| Chardonne         | 2639 | 10,30 |
| Corseaux          | 2100 | 1,06  |
| Corsier-sur-Vevey | 3122 | 6,74  |
| Jongny            | 1329 | 2,16  |

| Blonay                  | 5042   | 16,03 |
| La Tour-de-Peilz        | 10.479 | 3,29  |
| Saint-Légier-La Chiésaz | 4231   | 15,12 |

| Montreux | 22.897 | 33,40 |
| Veytaux  | 809    | 6,73  |

| Vevey | 15.784 | 2,39 |

Aigle · Broye-Vully · Gros-de-Vaud · Jura-Nord vaudois · Lausanne · Lavaux-Oron · Morges · Nyon · Ouest lausannois · Riviera-Pays-d'Enhaut

Voormalige districten: Aubonne · Avenches · Cossonay · Echallens · Grandson · La Vallée · Lavaux · Moudon · Orbe · Oron · Payerne · Pays-d'Enhaut · Rolle · Vevey · Yverdon